# Ленхаутс, Пауль
Пауль Ленхаутс (нидерл. Paul Leenhouts; род. 1957) — нидерландский исполнитель на блокфлейте.
Окончил амстердамскую консерваторию имени Свелинка. В 1978 году, ещё студентом, вместе с тремя соучениками основал квартет блокфлейт под названием Квартет Луки Стардаста (Loeki Stardust Quartet), значительно расширивший принятые рамки блокфлейтового репертуара: так, в 1981 году квартет выиграл конкурс старинной музыки в Брюгге, исполнив, помимо прочего, фантазию на темы песен Стиви Уандера. Ленхаутс выступал в составе квартета до 2001 года. С 2002 года возглавляет ансамбль современной музыки Blue Iguana.
С 1993 года преподаёт в Амстердамской консерватории. В 1997 года создал из числа своих студентов ансамбль «Королевская духовая музыка» (англ. The Royal Wind Music) в составе двенадцати исполнителей на блокфлейте, специализирующийся на музыке XVI и первой половины XVII века.
В 2004 году Ленхаутс был избран президентом Европейского общества исполнителей на блокфлейте.